# Freeland (Washington)
Freeland is een plaats (census-designated place) in de Amerikaanse staat Washington, en valt bestuurlijk gezien onder Island County.

## Demografie
Bij de volkstelling in 2000 werd het aantal inwoners vastgesteld op 1313.

## Geografie
Volgens het United States Census Bureau beslaat de plaats een oppervlakte van
12,3 km², waarvan 8,7 km² land en 3,6 km² water. Freeland ligt op ongeveer 36 m boven zeeniveau.

## Plaatsen in de nabije omgeving
De onderstaande figuur toont nabijgelegen plaatsen in een straal van 20 km rond Freeland.